# Saint-Étienne-de-Vicq
Saint-Étienne-de-Vicq – miejscowość i gmina we Francji, w regionie Owernia-Rodan-Alpy, w departamencie Allier.

## Demografia
Według danych na rok 1990 gminę zamieszkiwało 406 osób, a gęstość zaludnienia wynosiła 21 osób/km². W styczniu 2015 r. Saint-Étienne-de-Vicq zamieszkiwały 542 osoby, przy gęstości zaludnienia wynoszącej 28 osób/km².